# Башня из слоновой кости

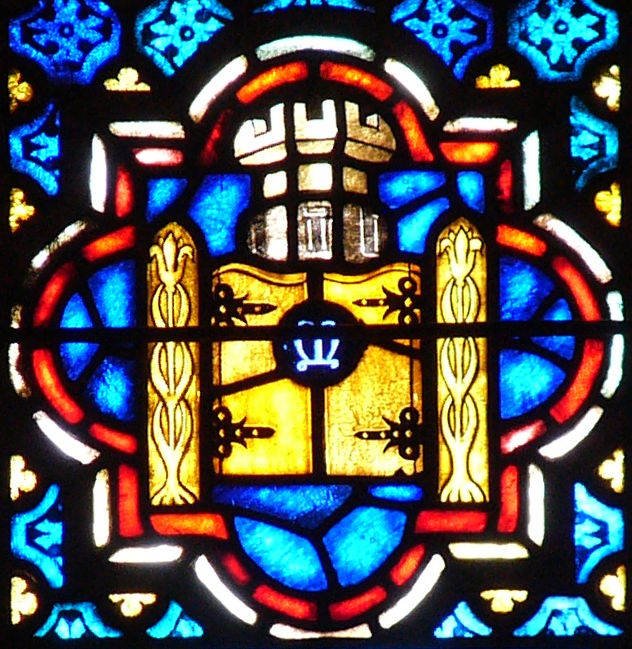
Башня из слоновой кости на витраже церкви св. Игнатия (Честнат-Хилл, штат Массачусетс, США).

Башня из слоновой кости — метафора, впервые использованная в библейской Песне песней: «Шея твоя — как столп из слоновой кости» (Песн. 7:5).
Заимствованное из Песни песней сравнение первоначально употреблялось как метафора красоты и непорочности. В XVI веке его латинский перевод (лат. Turris eburnea) был включён, среди других эпитетов, в литанию Деве Марии, хотя сам образ, скорее всего, восходит по меньшей мере к XII столетию.
В Средние века в католическом богослужении это выражение стало использоваться иносказательно по отношению к Деве Марии (например, в обращённой к ней литании).
Изображения башни распространены в католической религиозной живописи и на церковных витражах.
В эпоху романтизма смысл метафоры значительно видоизменился; она стала обозначением ухода в мир творчества от проблем современности, самоизоляцию, замыкание в духовных исканиях, «оторванных» от «прозы жизни».
Совершенно другое значение метафора получила в XIX веке. Нынешнее употребление этого образа внедрил французский критик и поэт Шарль Огюстен Сент-Бёв. В одном из стихотворений сборника «Августовские мысли» (фр. Pensées d’Août, 1837), сравнивая современных ему поэтов, Сент-Бёв описывал творчество Альфреда де Виньи следующими словами: «А самый таинственный, Виньи, ещё до полудня словно возвращался в башню из слоновой кости» (Et Vigny, plus secret, Comme en sa tour d’ivoire, avant midi rentrait) (Де Виньи, в отличие от таких своих современников, как Виктор Гюго и Альфонс де Ламартин, отличался показным безразличием к политическим проблемам, настаивал на абсолютной независимости творческой личности от внешних обстоятельств, избегал выходов в свет и вёл крайне уединённую жизнь).
Благодаря авторитету и популярности Сент-Бёва выражение «башня из слоновой кости» стремительно сменило значение, а его первоначальный смысл забылся. Уже Флобер употреблял эту фразу для подчёркивания своего «аристократизма духа». В частных письмах он постоянно использовал образ башни из слоновой кости: «…Надобно отдаться своему призванию — взойти на свою башню из слоновой кости и там, подобно баядере среди благовоний, погружаться в одинокие свои грёзы»; «Пусть Империя шагает вперед, а мы закроем дверь, поднимемся на самый верх нашей башни из слоновой кости, на самую последнюю ступеньку, поближе к небу. Там порой холодно, не правда ли? Но не беда! Зато звёзды светят ярче, и не слышишь дураков»; «Я всегда пытался жить в башне из слоновой кости; но окружающее её море дерьма поднимается всё выше, волны бьют об её стены с такой силой, что она вот-вот рухнет».
В культуре США представление о «башне из слоновой кости» связано с критикой университетов (особенно входящих в «Лигу плюща») и академической элиты в целом за презрительное отношение к «профанам», снобизм и замкнутость.
Мерл Курти высказывался: "Башня из слоновой кости может стать довольно скучным местом, и довольно непродуктивным".